# 가브리엘레 마니
가브리엘레 마니(이탈리아어: Gabriele Magni, 1973년 12월 3일~)는 이탈리아의 전직 펜싱 선수로 주 종목은 플뢰레이다. 2000년 하계 올림픽 남자 플뢰레 단체전 동메달을 획득했다.